# Saulius Ritter
Saulius Ritter (Vilnius, 23 agosto 1988) è un canottiere lituano, vincitore della medaglia d'argento nel 2 di coppia a Rio de Janeiro 2016 insieme a Mindaugas Griškonis. Ha gareggiato ai Giochi della XXX Olimpiade nel doppio maschile insieme a Rolandas Maščinskas.

## Palmarès
- Olimpiadi

Rio de Janeiro 2016: argento nel 2 di coppia.
- Campionati del mondo di canottaggio

Chungju 2013: argento nel 2 di coppia.
Aiguebelette 2015: argento nel 2 di coppia.
- Campionati europei di canottaggio

Plovdiv 2011: oro nel 2 di coppia.
Siviglia 2013: argento nel 2 di coppia.
Belgrado 2014: oro nel 2 di coppia.
Glasgow 2018: argento nel 4 di coppia.
- Campionati del mondo di canottaggio U23

Brest 2010: bronzo nel 2 di coppia.
- Universiade

Kazan' 2013: oro nel 2 di coppia.
Gwangju 2015: oro nel 2 di coppia.